# Tasiemiec szczurzy
Tasiemiec szczurzy (Hymenolepis diminuta) – gatunek tasiemca (Cestoda) z rzędu Cyclophyllidea. Pasożyt wewnętrzny jelita cienkiego szczurów oraz myszy, jeden z dwóch gatunków (obok tasiemca karłowatego) wywołujących chorobę zwaną hymenolepiozą (łac. hymenolepiosis). Jest gatunkiem kosmopolitycznym.
Człowiek może być jego żywicielem przypadkowym. Do 2011 r. odnotowano około na całym świecie łącznie około 300 przypadków (większość u dzieci w wieku poniżej 3 lat). W Polsce pojedyncze przypadki zostały zarejestrowane w 1994 i 1997 roku.

## Morfologia
Dojrzały osobnik ma 10–60 cm długości i 3–5 mm szerokości. Jego taśma (strobila) składa się z 800–1000 proglotydów (członów). Jego główka (scolex) ma 4 przyssawki oraz szczątkowy, nieuzbrojony ryjek (tj. bez haczyków). Proglotydy hermafrodytyczne mają 0,8 × 2,5 mm. Proglotydy maciczne wypełnia natomiast macica zawierająca jaja o wymiarach 58–86 μm, bez polarnych filamentów wewnętrznej otoczki.

## Cykl życiowy

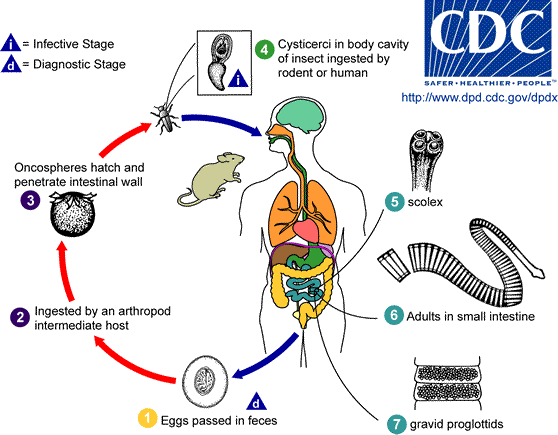
Cykl życiowy tasiemca szczurzego

Żywicielami pośrednimi tasiemca szczurzego mogą być: pchła szczurza i północna pchła szczurza, pchła mysia, mącznik młynarek, a także niektóre trojszyki (ulec, gryzący i większy), karaluchy, chrząszcze, motyle oraz wije. W ich organizmach rozwija się cysticerkoid, który jest formą inwazyjną dla żywiciela ostatecznego.
Żywiciel ostateczny zaraża się drogą pokarmową, poprzez celowe bądź przypadkowe spożycie zakażonego owada. Następnie w jego jelicie cienkim tasiemiec osiąga pełną dojrzałość w ciągu 18–20 dni.